# Cambridge (Idaho)
Cambridge es una ciudad ubicada en el condado de Washington en el estado estadounidense de Idaho. En el año 2010 tenía una población de 328 habitantes y una densidad poblacional de 468,57 personas por km². Se encuentra al oeste del estado, cerca de la frontera con Oregón.

## Geografía
Cambridge se encuentra ubicado en las coordenadas 44°34′18″N 116°40′41″O / 44.57167, -116.67806. Según la Oficina del Censo, la localidad tiene un área total de 0,7 km² (0,3 mi²), de la cual 0,7 km² (0,3 mi²) es tierra y 0 km² (0 mi²) (0.0%) es agua.

## Demografía
En el 2000 la renta per cápita promedia del hogar era de $22,386, y el ingreso promedio para una familia era de $31,111. En 2000 los hombres tenían un ingreso per cápita de $25,000 contra $15,000 para las mujeres. El ingreso per cápita para la localidad era de $14,475. Alrededor del 10.9% de la población estaba bajo el umbral de pobreza nacional.